# Belgenmonument (Ede)

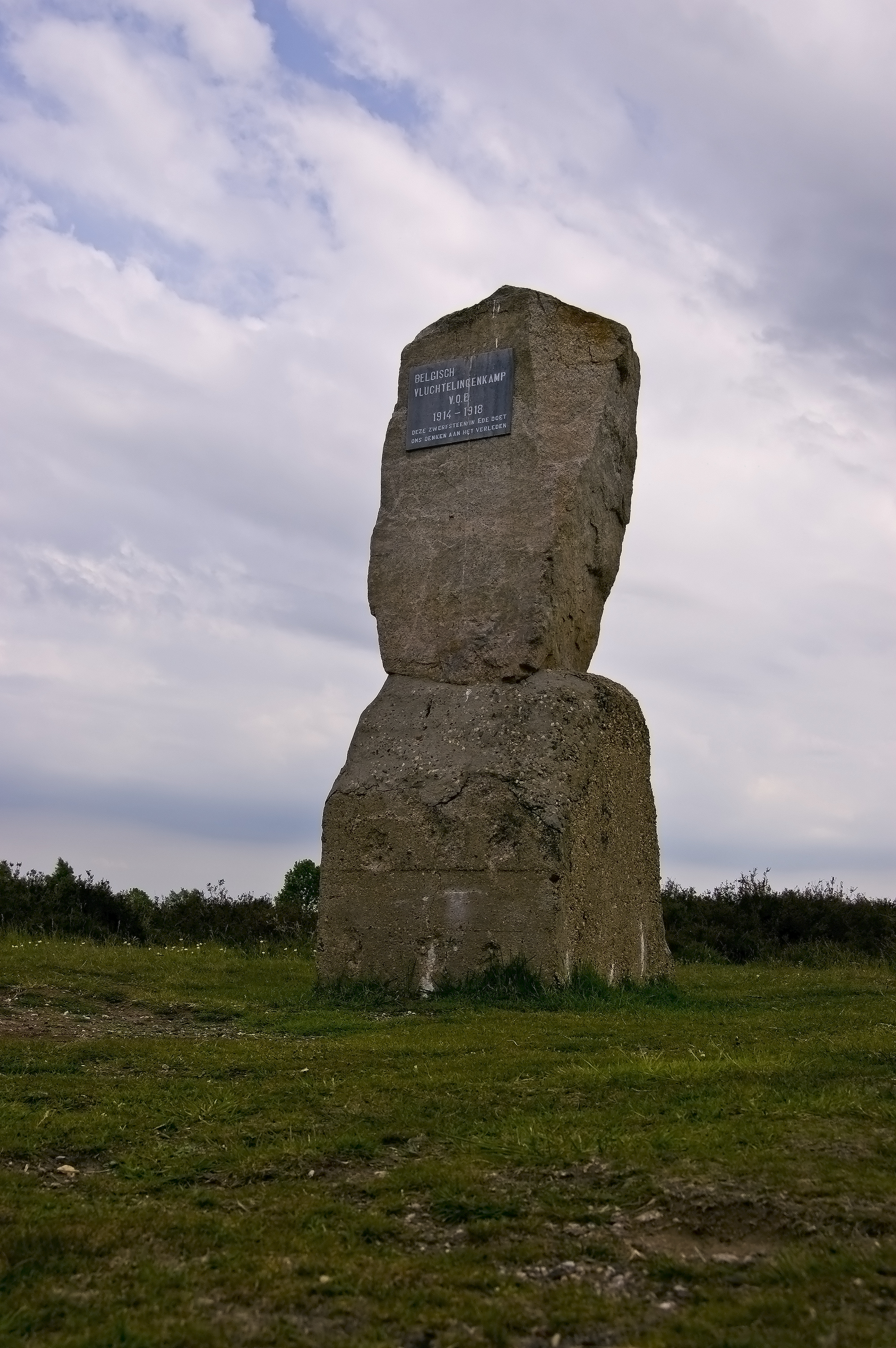
Het monument

Het Belgenmonument op de Eder Heide bij de Gelderse plaats Ede is een gedenksteen ter nagedachtenis aan het voormalige Belgische vluchtelingenkamp Vluchtoord Ede (V.O.E.) dat hier van 1915 tot 1918 was gevestigd.
Ten tijde van de Eerste Wereldoorlog vluchtten meer dan een miljoen Belgen de grens over naar het neutrale Nederland. Ruim 5300 hiervan werden opgevangen in Ede. Het kamp, bestaande uit barakken, was een volledig dorp compleet met een school, hospitaal, winkel, werkplaatsen en een kerk. Er was ook een eigen elektriciteitscentrale voor verlichting en aandrijving van machines in de werkplaatsen. Het kamp was voor een groot gedeelte zelfvoorzienend. Er was zelfs een eigen ordedienst. Vluchtoord Ede bestond uit vier kwartieren. In een kwartier bevonden zich de voorzieningen, de andere drie kwartieren waren woonlocaties met de namen Leyedorp, Maasdorp en Scheldedorp. De kwartieren werden gescheiden door twee hoofdstraten.
Na de oorlog, in 1918, werd het kamp afgebroken. Veel van het materiaal werd door de Belgen meegenomen voor de wederopbouw van hun land. Het monument bevindt zich op een stuk heide tussen de Provinciale weg 224 en de Hessenweg. Het is ongeveer de plaats waar de twee hoofdstraten van het kamp elkaar kruisten.
Het monument, geplaatst op restanten van de fundering, bestaat uit een zwerfsteen met het opschrift:
BELGISCH VLUCHTELINGENKAMP
V.O.E.
1914-1918
DEZE ZWERFSTEEN IN EDE DOET
ONS DENKEN AAN HET VERLEDEN

## Andere foto's

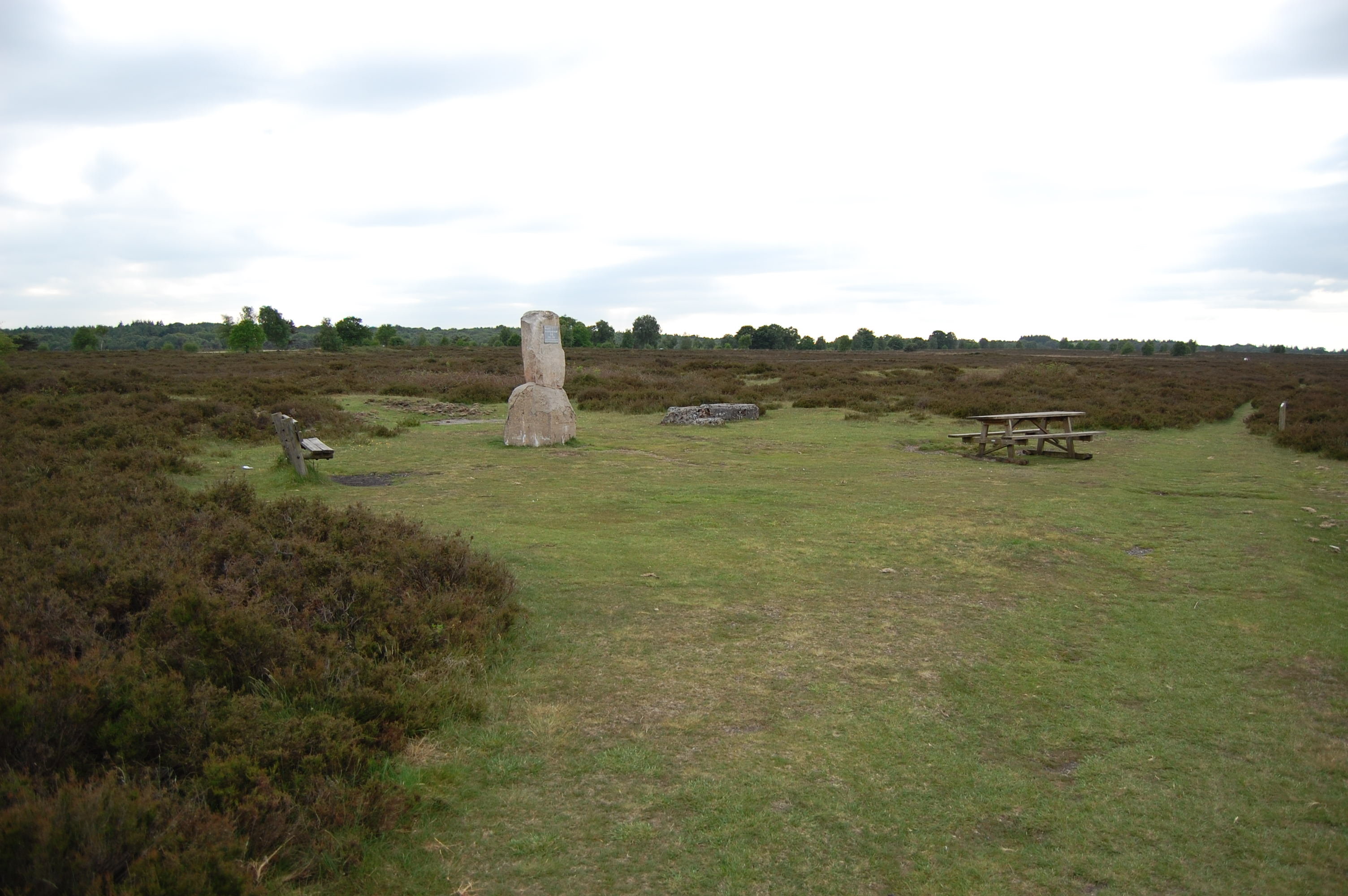
Op de Eder Heide
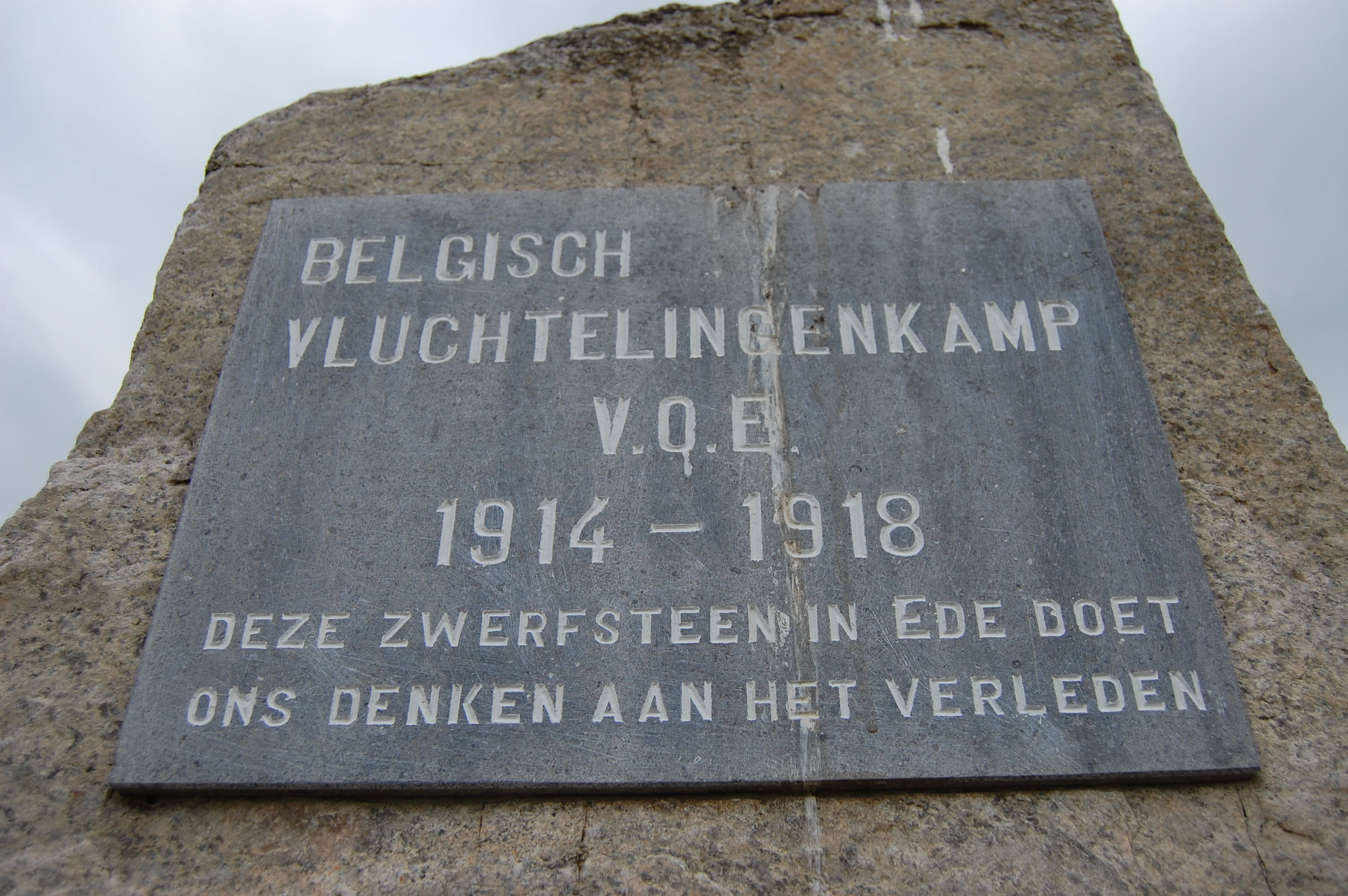
Detailopname
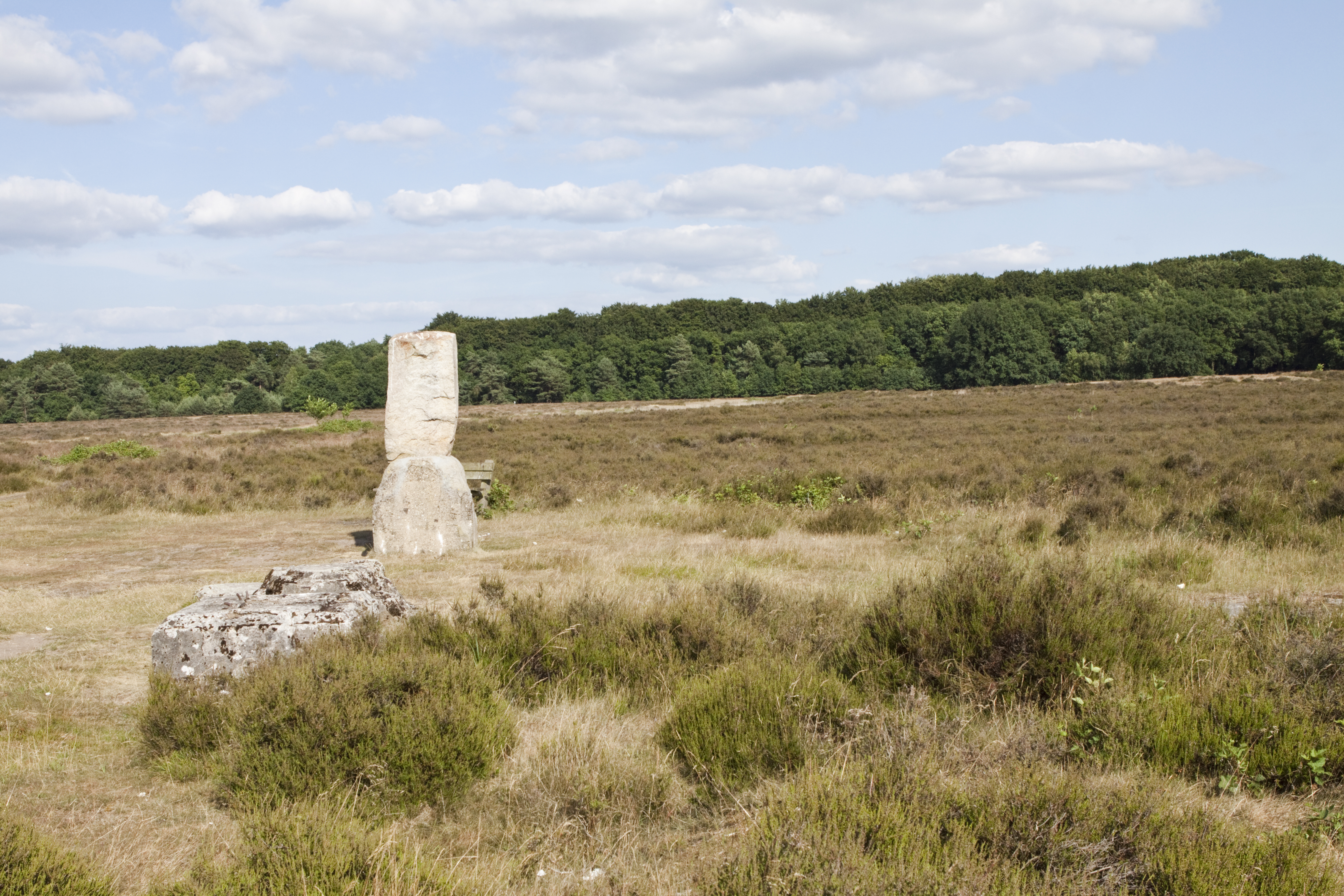
Herdenkingssteen en restant van fundering.
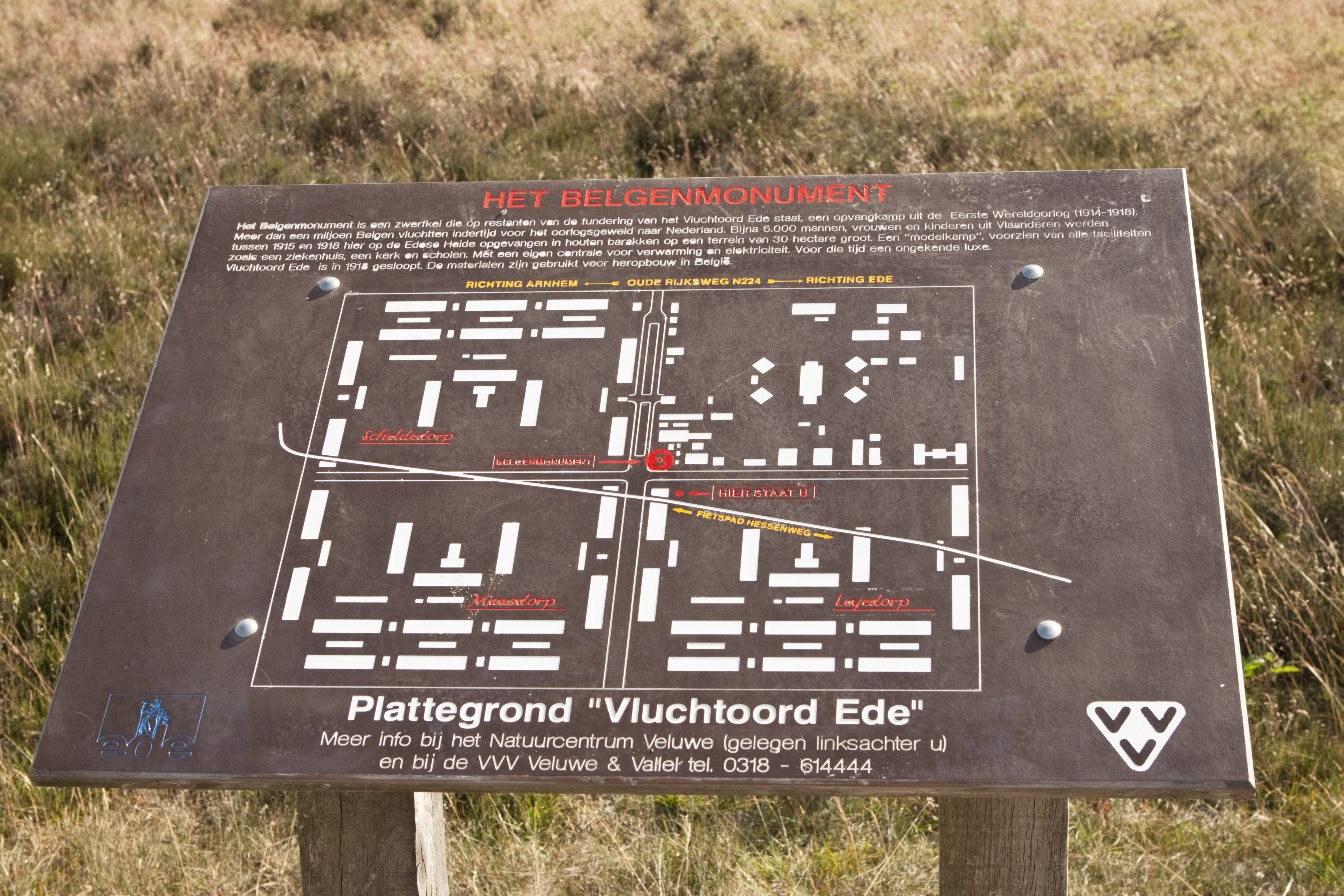
Plattegrond van het kamp.